# Wanji (köping i Kina)
Wanji (kinesiska: 万集, 万集镇) är en köping i Kina. Den ligger i provinsen Jiangsu, i den östra delen av landet, omkring 130 kilometer norr om provinshuvudstaden Nanjing. Antalet invånare är 22570. Befolkningen består av 11 430 kvinnor och 11 140 män. Barn under 15 år utgör 15,0 %, vuxna 15-64 år 71 %, och äldre över 65 år 12,0 %.
Genomsnittlig årsnederbörd är 1 270 millimeter. Den regnigaste månaden är juli, med i genomsnitt 280 mm nederbörd, och den torraste är januari, med 23 mm nederbörd.